# Javier Mascherano
Javier Alejandro Mascherano (San Lorenzo, 8 giugno 1984) è un allenatore di calcio ed ex calciatore argentino, di ruolo difensore o centrocampista, tecnico dell'Inter Miami. Con la nazionale argentina è stato vicecampione del mondo nel 2014 e vicecampione del Sud America in quattro occasioni (2004, 2007, 2015 e 2016).
Considerato uno dei più forti calciatori della sua generazione, durante la sua carriera con i club ha vinto due campionati argentini (Clausura 2003 e Clausura 2004), un campionato brasiliano (2005), quattro campionati spagnoli (2010-2011, 2012-2013, 2014-2015, 2015-2016), tre Coppe di Spagna (2011-2012, 2014-2015, 2015-2016), tre Supercoppe di Spagna (2011, 2013, 2016), due UEFA Champions League (2010-2011, 2014-2015), due Supercoppe UEFA (2011, 2015) e due Coppe del mondo per club FIFA (2011, 2015).
Dal 2003 al 2018 ha vestito la maglia della nazionale argentina per 147 volte, posizionandosi al secondo posto dei giocatori con più presenze nella nazionale biancoceleste; inoltre ha partecipato a quattro Mondiali (2006, 2010, 2014, 2018) e cinque Coppe America (2004, 2007, 2011, 2015 e 2016). Con la selezione olimpica ha partecipato a due Olimpiadi (2004 e 2008), vincendole entrambe.

## Biografia
A inizio carriera Javier Mascherano aveva paura di volare: ha dichiarato che la prima volta in aereo (nel 2000 per andare in Francia) fu un'esperienza terribile, ma che per il lavoro che fa ha dovuto sconfiggere questa fobia. Possiede il passaporto italiano grazie ai bisnonni che emigrarono dalla Sicilia. È sposato dal 2008 con Fernanda Morello ed è padre di due bambine: la primogenita Lola nata nel 2006, periodo in cui giocava nel Corinthians e la seconda Alma nata nel 2009.

## Caratteristiche tecniche
Soprannominato El Jefecito ("piccolo capo" in spagnolo), era un mediano dotato sia dal punto di vista fisico che tecnico. L'intelligenza tattica, la visione di gioco e l'abilità nei passaggi consentivano il suo impiego anche da regista, mentre in alcune occasioni fu utilizzato persino da centrale difensivo.
Lo stesso calciatore ha riconosciuto al tecnico Rafael Benítez i meriti della sua maturazione agonistica.

## Carriera

### Giocatore

#### Club

##### River Plate e Corinthians
Inizia la carriera nel River Plate, con cui si fa notare in Coppa Libertadores. Nel 2005 è acquistato, insieme a Carlos Tévez e Ricardinho, dalla cordata di neoproprietari del Corinthians, con il quale vince il Campionato brasiliano.

##### West Ham e Liverpool

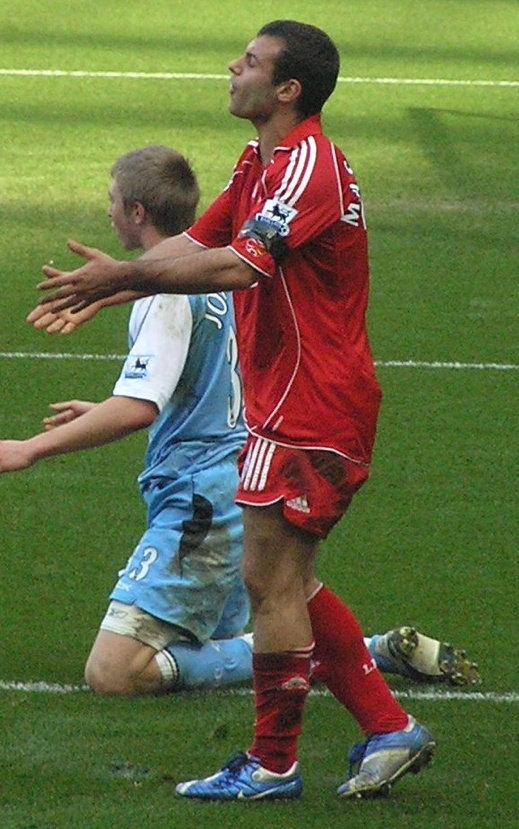
Mascherano al Liverpool nel 2007

Nell'estate 2006 si trasferisce insieme a Tévez in Inghilterra, al West Ham. Con gli Hammers disputa la Coppa UEFA e la Premier League, ma dopo alcuni mesi dichiara la volontà di porre fine alla sua esperienza nel West Ham.
Il Liverpool, il 20 febbraio del 2007, si aggiudica ufficialmente l'argentino, con la formula del prestito; appena approdato alla corte di Rafael Benítez ha subito la possibilità di aggiudicarsi un trofeo, ma perde da titolare la finale della UEFA Champions League 2006-2007 ad Atene contro il Milan. Il 28 febbraio dell'anno seguente viene riscattato dal Liverpool, firmando un contratto quadriennale.
Nella stagione 2007-08 raggiunge coi Reds le semifinali di Champions League, in cui il Liverpool è eliminato dai connazionali del Chelsea: in precedenza, la sua squadra aveva eliminato Inter e Arsenal. Nel 2008-09 conquista invece il secondo posto in campionato, dietro il Manchester United, dopo aver vinto il titolo d'inverno.

##### Barcellona

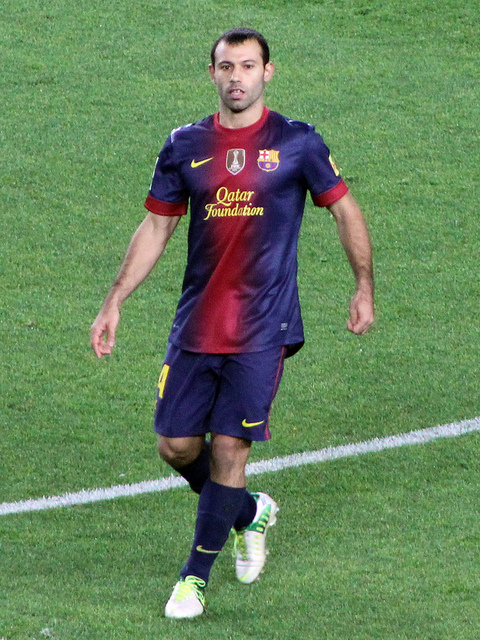
Mascherano al Barcelona nel 2012

Le positive stagioni al Liverpool e il mondiale sudafricano lo portano, il 27 agosto 2010, a essere acquistato per 22 milioni di euro dal Barcellona, firmando un contratto quadriennale. Viene presentato ai tifosi catalani il 30 agosto.
Inizialmente Josep Guardiola gli preferisce Sergio Busquets e Mascherano fa fatica a trovare spazio da titolare in squadra. Poi arrivano i guai fisici del capitano Carles Puyol e la malattia di Éric Abidal che obbligano Guardiola a meditare nuove mosse per la sua difesa: così l'argentino inizia a essere schierato quasi sempre titolare o come mediano al posto di Busquets arretrato in difesa o proprio come difensore centrale. Così arrivano i primi successi: la Liga e la Champions League. In questa stagione Mascherano colleziona 43 presenze ed è schierato titolare nelle partite decisive di Champions ovvero le due semifinali contro il Real Madrid e la finale contro il Manchester United.
Anche l'inizio della stagione 2011-2012 è ricco di soddisfazioni per Mascherano. Prima l'operazione al ginocchio di Puyol, poi l'infortunio alla caviglia di Gerard Piqué confermano sempre più Mascherano come difensore centrale titolare e leader del reparto difensivo. Arrivano subito altri due trofei: la Supercoppa di Spagna dove risulta decisivo nella partita di ritorno contro il Real Madrid (vinta dai blaugrana 3-2 al Camp Nou) con una prova di grande solidità e lo stesso vale per la sua prestazione nella Supercoppa UEFA, vinta per 2-0 contro il Porto.
Nella stagione 2012-2013 complice l'infortunio di Carles Puyol diventa il nuovo titolare del duo di centrali di difesa. Il 23 agosto 2012 regala un assist nella partita vinta per 3-2 sul Real Madrid. Il 6 aprile 2013 si procura un infortunio al ginocchio che lo terrà fuori dai campi per un mese. Torna giocare il 19 maggio nella partita vinta 2-1 contro il Real Valladolid.
Il 18 agosto 2013 esordisce nella nuova stagione nel match vinto 7-0 contro il Levante. Il 28 agosto vince il primo trofeo stagionale nella partita pareggiata 0-0 al Camp Nou contro l'Atletico Madrid. Il 18 settembre 2013 esordisce nella Champions League 2013-2014 nella vittoria per 4-0 contro l'Ajax.
La stagione 2014-2015 per Mascherano inizia il 24 agosto 2014, nel match vinto 3-0 contro l'Elche, nel quale riceve un cartellino rosso. Il 17 maggio 2015, grazie alla vittoria esterna contro l'Atlético Madrid, conquista con i colori blaugrana il campionato spagnolo e in quella stessa stagione vince la Copa del Rey e la Champions League vincendo 3-1 contro i campioni italiani della Juventus grazie ai gol decisivi di Rakitic, Suarez e Neymar.
Il 27 luglio 2016, durante la conferenza stampa per la presentazione di André Gomes, viene annunciato dalla società il suo rinnovo fino al 30 giugno 2019.
Il 26 aprile 2017 segna su calcio di rigore il suo primo e unico gol in maglia blaugrana, nel match interno contro l'Osasuna, valido per la 34ª giornata di Liga e terminato 7-1.

##### Hebei Fortune
Il 24 gennaio 2018, dopo otto stagioni totali con la squadra spagnola e 333 presenze complessive, si trasferisce all'Hebei Fortune. Il successivo 2 marzo fa il proprio debutto ufficiale con i cinesi, in occasione della sconfitta esterna contro lo Shenzhen. Il 2 maggio 2018 segna la sua prima rete, in una gara contro lo Shandong Taishan valida per gli ottavi di finale di Coppa di Cina. In due annate in Asia, l'argentino totalizza 54 presenze.

##### Estudiantes e ritiro
Il 23 novembre 2019 viene ufficializzato il suo passaggio a titolo definitivo all'Estudiantes a partire dal 1º gennaio 2020. Fa il proprio esordio ufficiale con la maglia dei biancorossi il 25 gennaio 2020, nella gara esterna contro il San Lorenzo pareggiata per 1-1, in cui serve l'assist del definitivo pareggio a Mateo Retegui. Complessivamente, con il club argentino colleziona 11 presenze e nessuna marcatura.
Il 15 novembre 2020, al termine del match perso per 1-0 in casa con gli Argentinos Juniors, annuncia il ritiro dal calcio giocato.

#### Nazionale

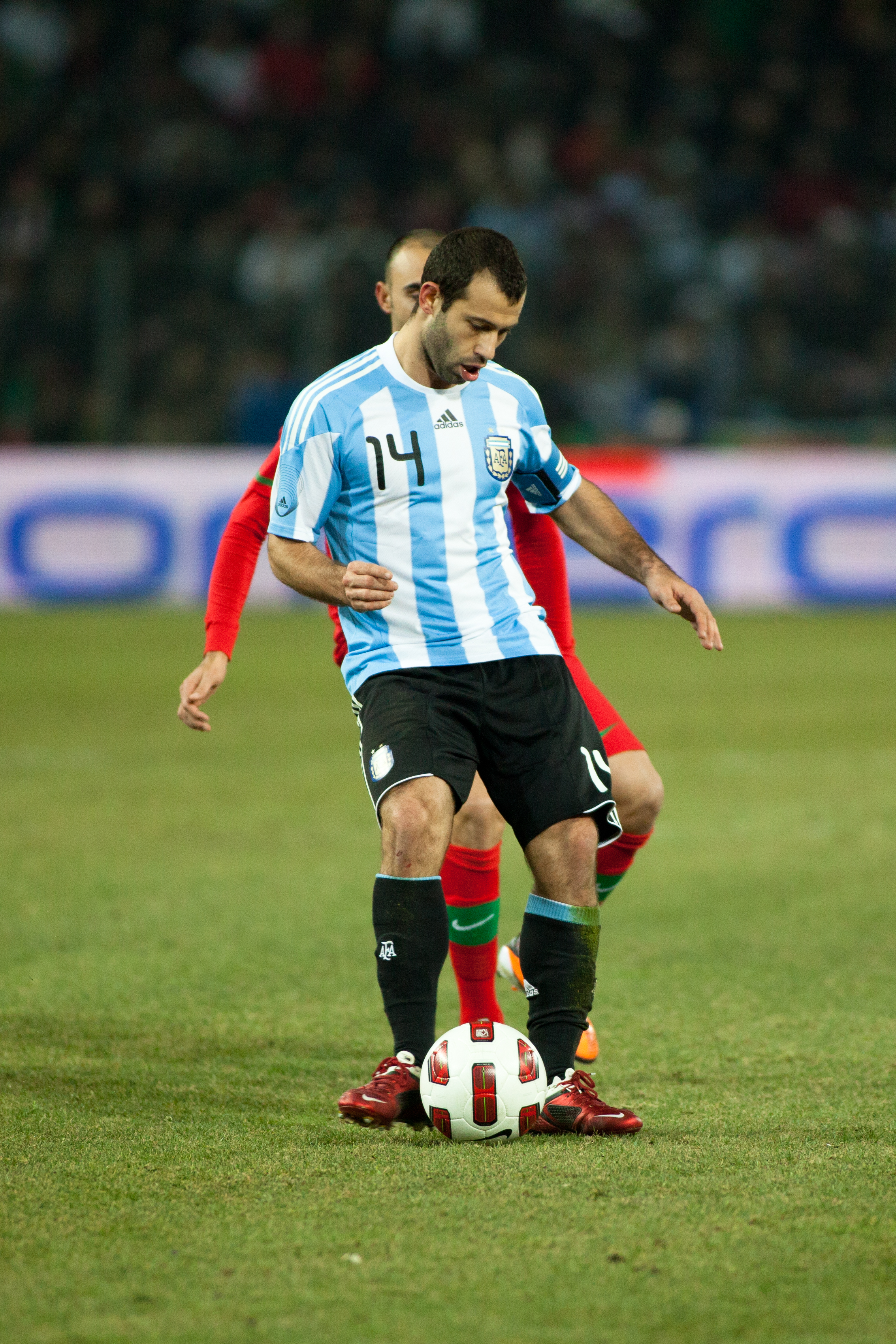
Mascherano con la nazionale argentina nel 2011

Il 2 marzo 2001 esordisce con la selezione Under-17 argentina, nel pareggio per 1-1 contro il Perù: in quello stesso anno, è il capitano della squadra che arriva seconda al campionato sudamericano di categoria. Nel 2003 vince invece il Campionato sudamericano Under-20 mentre nel 2004, con l'Under-23, è finalista di Copa América e campione olimpico.
Con la nazionale maggiore aveva già esordito il 16 luglio 2003, curiosamente ancora prima che con il club di appartenenza (dove esordisce il 3 agosto seguente). Convocato per il campionato del mondo 2006, disputa tutte e cinque le gare dell'Albiceleste. Nel 2008 partecipa da fuoriquota alle Olimpiadi di Pechino, cogliendo un altro oro. Per il campionato del mondo 2010, Diego Armando Maradona gli assegna la fascia di capitano.
Prende parte alla Copa América 2011, convocato da Sergio Batista. Convocato per il campionato del mondo 2014 da Alejandro Sabella, disputa tutte le partite dell'Argentina, che nella competizione iridata giunge sino alla finale, dove viene sconfitta 1-0 dalla Germania. Viene convocato per la Copa América Centenario negli Stati Uniti.
Viene convocato per il campionato del mondo 2018, dove giocando la prima partita (pareggiata per 1-1) contro l'Islanda supera Javier Zanetti diventando primatista assoluto di presenze con l'Albiceleste a quota 144 presenze. Il 30 giugno 2018, dopo la sconfitta con la Francia agli ottavi di finale, annuncia il suo ritiro dalla nazionale.

### Allenatore
Il 6 gennaio 2021 la federazione argentina nomina Mascherano coordinatore del Dipartimento Metodologia e Sviluppo della nazionale argentina, mettendosi al servizio di Pablo Blanco e Oscar Hernández Romero, i preparatori atletici della Nazionale.
Il 10 dicembre 2021 la federazione argentina lo promuove sulla panchina della selezione Under-20, a partire dal gennaio 2022, in sostituzione di Fernando Batista. Nel marzo 2023, a causa del pessimo cammino della sua Albiceleste al Sudamericano Sub-20, vinto dal Brasile, manifesta l'intenzione dimettersi, salvo ritornare sui propri passi e guidare la nazionale al mondiale di categoria proprio in Argentina.
Il 26 novembre 2024 viene ingaggiato dall'Inter Miami come nuovo allenatore, in sostituzione del dimissionario Gerardo Martino.

## Statistiche

### Presenze e reti nei club
Tra club e nazionale maggiore, Javier Mascherano ha collezionato 846 presenze segnando 9 reti.
Statistiche aggiornate al termine della carriera da calciatore.
| Stagione           | Squadra            | Campionato         | Campionato | Campionato | Coppe nazionali | Coppe nazionali | Coppe nazionali | Coppe continentali | Coppe continentali | Coppe continentali | Altre coppe | Altre coppe | Altre coppe | Totale | Totale |
| Stagione           | Squadra            | Comp               | Pres       | Reti       | Comp            | Pres            | Reti            | Comp               | Pres               | Reti               | Comp        | Pres        | Reti        | Pres   | Reti   |
| ------------------ | ------------------ | ------------------ | ---------- | ---------- | --------------- | --------------- | --------------- | ------------------ | ------------------ | ------------------ | ----------- | ----------- | ----------- | ------ | ------ |
| 2003-2004          | River Plate        | PD                 | 21         | 0          | -               | -               | -               | CS+CL              | 3+10               | 0                  | -           | -           | -           | 34     | 0      |
| 2004-2005          | River Plate        | PD                 | 25         | 0          | -               | -               | -               | CS+CL              | 1+11               | 0+1                | -           | -           | -           | 37     | 1      |
| Totale River Plate | Totale River Plate | Totale River Plate | 46         | 0          |                 | -               | -               |                    | 25                 | 1                  |             | -           | -           | 71     | 1      |
| 2005               | Corinthians        | A1/SP+A            | 1+7        | 0          | CB              | 0               | 0               | CS                 | 0                  | 0                  | -           | -           | -           | 8      | 0      |
| 2006               | Corinthians        | A1/SP+A            | 8+10       | 0+0        | CB              | 2               | 0               | CL+CS              | 5+0                | 0                  | -           | -           | -           | 25     | 0      |
| Totale Corinthians | Totale Corinthians | Totale Corinthians | 9+17       | 0          |                 | 2               | 0               |                    | 5                  | 0                  |             | -           | -           | 33     | 0      |
| 2006-gen. 2007     | West Ham           | PL                 | 5          | 0          | FACup+CdL       | 0               | 0               | CU                 | 2                  | 0                  | -           | -           | -           | 7      | 0      |
| gen.-giu. 2007     | Liverpool          | PL                 | 7          | 0          | FACup+CdL       | -               | -               | UCL                | 4                  | 0                  | CS          | -           | -           | 11     | 0      |
| 2007-2008          | Liverpool          | PL                 | 25         | 1          | FACup+CdL       | 2+1             | 0               | UCL                | 13                 | 0                  | -           | -           | -           | 41     | 1      |
| 2008-2009          | Liverpool          | PL                 | 27         | 0          | FACup+CdL       | 3+0             | 0               | UCL                | 8                  | 0                  | -           | -           | -           | 38     | 0      |
| 2009-2010          | Liverpool          | PL                 | 34         | 0          | FACup+CdL       | 0+1             | 0               | UCL+UEL            | 5+8                | 0+1                | -           | -           | -           | 48     | 1      |
| ago. 2010          | Liverpool          | PL                 | 1          | 0          | FACup+CdL       | -               | -               | UEL                | 0                  | 0                  | -           | -           | -           | 1      | 0      |
| Totale Liverpool   | Totale Liverpool   | Totale Liverpool   | 94         | 1          |                 | 7               | 0               |                    | 38                 | 1                  |             | -           | -           | 139    | 2      |
| 2010-2011          | Barcellona         | PD                 | 27         | 0          | CR              | 7               | 0               | UCL                | 11                 | 0                  | -           | -           | -           | 45     | 0      |
| 2011-2012          | Barcellona         | PD                 | 31         | 0          | CR              | 6               | 0               | UCL                | 10                 | 0                  | SS+SU+Cmc   | 2+1+2       | 0           | 52     | 0      |
| 2012-2013          | Barcellona         | PD                 | 25         | 0          | CR              | 6               | 0               | UCL                | 8                  | 0                  | SS          | 2           | 0           | 41     | 0      |
| 2013-2014          | Barcellona         | PD                 | 28         | 0          | CR              | 7               | 0               | UCL                | 9                  | 0                  | SS          | 2           | 0           | 46     | 0      |
| 2014-2015          | Barcellona         | PD                 | 28         | 0          | CR              | 7               | 0               | UCL                | 12                 | 0                  | -           | -           | -           | 47     | 0      |
| 2015-2016          | Barcellona         | PD                 | 32         | 0          | CR              | 6               | 0               | UCL                | 8                  | 0                  | SU+SS+Cmc   | 1+2+2       | 0           | 51     | 0      |
| 2016-2017          | Barcellona         | PD                 | 25         | 1          | CR              | 5               | 0               | UCL                | 8                  | 0                  | SS          | 2           | 0           | 40     | 1      |
| 2017-gen. 2018     | Barcellona         | PD                 | 7          | 0          | CR              | 2               | 0               | UCL                | 2                  | 0                  | SS          | 1           | 0           | 12     | 0      |
| Totale Barcellona  | Totale Barcellona  | Totale Barcellona  | 203        | 1          |                 | 46              | 0               |                    | 68                 | 0                  |             | 17          | 0           | 334    | 1      |
| 2018               | Hebei CFFC         | CSL                | 26         | 0          | CC              | 1               | 1               | -                  | -                  | -                  | -           | -           | -           | 27     | 1      |
| 2019               | Hebei CFFC         | CSL                | 27         | 0          | CC              | 0               | 0               | -                  | -                  | -                  | -           | -           | -           | 27     | 0      |
| Totale Hebei CFFC  | Totale Hebei CFFC  | Totale Hebei CFFC  | 53         | 0          |                 | 1               | 1               |                    | 0                  | 0                  |             | 0           | 0           | 54     | 1      |
| gen.-giu. 2020     | Estudiantes        | PD                 | 7          | 0          | CA              | 1               | 0               | CL                 | 0                  | 0                  | -           | -           | -           | 8      | 0      |
| giu.-nov. 2020     | Estudiantes        |                    | -          | -          | CA+CDL          | 0+3             | 0               | CL                 | -                  | -                  | -           | -           | -           | 3      | 0      |
| Totale Estudiantes | Totale Estudiantes | Totale Estudiantes | 7          | 0          |                 | 1+3             | 0               |                    | 0                  | 0                  |             | 0           | 0           | 11     | 0      |
| Totale carriera    | Totale carriera    | Totale carriera    | 434        | 2          |                 | 60              | 1               |                    | 138                | 2                  |             | 17          | 0           | 649    | 5      |

### Cronologia presenze e reti in nazionale
| Cronologia completa delle presenze e delle reti in nazionale ― Argentina | Cronologia completa delle presenze e delle reti in nazionale ― Argentina | Cronologia completa delle presenze e delle reti in nazionale ― Argentina | Cronologia completa delle presenze e delle reti in nazionale ― Argentina | Cronologia completa delle presenze e delle reti in nazionale ― Argentina | Cronologia completa delle presenze e delle reti in nazionale ― Argentina | Cronologia completa delle presenze e delle reti in nazionale ― Argentina | Cronologia completa delle presenze e delle reti in nazionale ― Argentina |
| Data                                                                     | Città                                                                    | In casa                                                                  | Risultato                                                                | Ospiti                                                                   | Competizione                                                             | Reti                                                                     | Note                                                                     |
| ------------------------------------------------------------------------ | ------------------------------------------------------------------------ | ------------------------------------------------------------------------ | ------------------------------------------------------------------------ | ------------------------------------------------------------------------ | ------------------------------------------------------------------------ | ------------------------------------------------------------------------ | ------------------------------------------------------------------------ |
| 16-7-2003                                                                | La Plata                                                                 | Argentina                                                                | 2 – 2                                                                    | Uruguay                                                                  | Amichevole                                                               | -                                                                        |                                                                          |
| 2-6-2004                                                                 | Belo Horizonte                                                           | Brasile                                                                  | 3 – 1                                                                    | Argentina                                                                | Qual. Mondiali 2006                                                      | -                                                                        | 34’                                                                      |
| 6-6-2004                                                                 | Buenos Aires                                                             | Argentina                                                                | 0 – 0                                                                    | Paraguay                                                                 | Qual. Mondiali 2006                                                      | -                                                                        |                                                                          |
| 7-7-2004                                                                 | Chiclayo                                                                 | Argentina                                                                | 6 – 1                                                                    | Ecuador                                                                  | Coppa America 2004 - 1º turno                                            | -                                                                        |                                                                          |
| 10-7-2004                                                                | Chiclayo                                                                 | Argentina                                                                | 0 – 1                                                                    | Messico                                                                  | Coppa America 2004 - 1º turno                                            | -                                                                        | 68’                                                                      |
| 13-7-2004                                                                | Piura                                                                    | Argentina                                                                | 4 – 2                                                                    | Uruguay                                                                  | Coppa America 2004 - 1º turno                                            | -                                                                        | 64’                                                                      |
| 20-7-2004                                                                | Lima                                                                     | Argentina                                                                | 3 – 0                                                                    | Colombia                                                                 | Coppa America 2004 - Semifinale                                          | -                                                                        |                                                                          |
| 25-7-2004                                                                | Lima                                                                     | Argentina                                                                | 2 – 2 (2 – 4 dtr)                                                        | Brasile                                                                  | Coppa America 2004 - Finale                                              | -                                                                        | 72’                                                                      |
| 4-9-2004                                                                 | Lima                                                                     | Perù                                                                     | 1 – 3                                                                    | Argentina                                                                | Qual. Mondiali 2006                                                      | -                                                                        | 22’                                                                      |
| 13-10-2004                                                               | Santiago del Cile                                                        | Cile                                                                     | 0 – 0                                                                    | Argentina                                                                | Qual. Mondiali 2006                                                      | -                                                                        | 45’                                                                      |
| 17-11-2004                                                               | Buenos Aires                                                             | Argentina                                                                | 3 – 2                                                                    | Venezuela                                                                | Qual. Mondiali 2006                                                      | -                                                                        |                                                                          |
| 9-3-2005                                                                 | Los Angeles                                                              | Argentina                                                                | 1 – 1                                                                    | Messico                                                                  | Amichevole                                                               | -                                                                        | 32’                                                                      |
| 30-3-2005                                                                | Buenos Aires                                                             | Argentina                                                                | 1 – 0                                                                    | Colombia                                                                 | Qual. Mondiali 2006                                                      | -                                                                        | 54’                                                                      |
| 8-6-2005                                                                 | Buenos Aires                                                             | Argentina                                                                | 3 – 1                                                                    | Brasile                                                                  | Qual. Mondiali 2006                                                      | -                                                                        |                                                                          |
| 30-5-2006                                                                | Salerno                                                                  | Argentina                                                                | 2 – 0                                                                    | Angola                                                                   | Amichevole                                                               | -                                                                        |                                                                          |
| 10-6-2006                                                                | Amburgo                                                                  | Argentina                                                                | 2 – 1                                                                    | Costa d'Avorio                                                           | Mondiali 2006 - 1º Turno                                                 | -                                                                        |                                                                          |
| 16-6-2006                                                                | Gelsenkirchen                                                            | Argentina                                                                | 6 – 0                                                                    | Serbia e Montenegro                                                      | Mondiali 2006 - 1º turno                                                 | -                                                                        |                                                                          |
| 21-6-2006                                                                | Francoforte                                                              | Paesi Bassi                                                              | 0 – 0                                                                    | Argentina                                                                | Mondiali 2006 - 1º turno                                                 | -                                                                        | 90’                                                                      |
| 24-6-2006                                                                | Lipsia                                                                   | Argentina                                                                | 2 – 1 dts                                                                | Messico                                                                  | Mondiali 2006 - Ottavi di finale                                         | -                                                                        |                                                                          |
| 30-6-2006                                                                | Berlino                                                                  | Germania                                                                 | 1 – 1 dts (4 – 2 dtr)                                                    | Argentina                                                                | Mondiali 2006 - Quarti di finale                                         | -                                                                        | 60’                                                                      |
| 3-9-2006                                                                 | Londra                                                                   | Brasile                                                                  | 3 – 0                                                                    | Argentina                                                                | Amichevole                                                               | -                                                                        | 46’                                                                      |
| 11-10-2006                                                               | Murcia                                                                   | Spagna                                                                   | 2 – 1                                                                    | Argentina                                                                | Amichevole                                                               | -                                                                        |                                                                          |
| 2-6-2007                                                                 | Basilea                                                                  | Svizzera                                                                 | 1 – 1                                                                    | Argentina                                                                | Amichevole                                                               | -                                                                        | 67’                                                                      |
| 5-6-2007                                                                 | Barcellona                                                               | Algeria                                                                  | 3 – 4                                                                    | Argentina                                                                | Amichevole                                                               | -                                                                        | 46’                                                                      |
| 28-6-2007                                                                | Maracaibo                                                                | Argentina                                                                | 4 – 1                                                                    | Stati Uniti                                                              | Coppa America 2007 - 1º turno                                            | -                                                                        |                                                                          |
| 2-7-2007                                                                 | Maracaibo                                                                | Argentina                                                                | 4 – 2                                                                    | Colombia                                                                 | Coppa America 2007 - 1º turno                                            | -                                                                        |                                                                          |
| 5-7-2007                                                                 | Barquisimeto                                                             | Argentina                                                                | 1 – 0                                                                    | Paraguay                                                                 | Coppa America 2007 - 1º turno                                            | 1                                                                        | 67’                                                                      |
| 8-7-2007                                                                 | Barquisimeto                                                             | Argentina                                                                | 4 – 0                                                                    | Perù                                                                     | Coppa America 2007 - Quarti di finale                                    | 1                                                                        |                                                                          |
| 11-7-2007                                                                | Puerto Ordaz                                                             | Messico                                                                  | 0 – 3                                                                    | Argentina                                                                | Coppa America 2007 - Semifinale                                          | -                                                                        |                                                                          |
| 15-7-2007                                                                | Maracaibo                                                                | Brasile                                                                  | 3 – 0                                                                    | Argentina                                                                | Coppa America 2007 - Finale                                              | -                                                                        | 44’                                                                      |
| 22-8-2007                                                                | Oslo                                                                     | Norvegia                                                                 | 2 – 1                                                                    | Argentina                                                                | Amichevole                                                               | -                                                                        | 90’                                                                      |
| 11-9-2007                                                                | Melbourne                                                                | Australia                                                                | 0 – 1                                                                    | Argentina                                                                | Amichevole                                                               | -                                                                        |                                                                          |
| 13-10-2007                                                               | Buenos Aires                                                             | Argentina                                                                | 2 – 0                                                                    | Cile                                                                     | Qual. Mondiali 2010                                                      | -                                                                        |                                                                          |
| 16-10-2007                                                               | Maracaibo                                                                | Venezuela                                                                | 0 – 2                                                                    | Argentina                                                                | Qual. Mondiali 2010                                                      | -                                                                        |                                                                          |
| 17-11-2007                                                               | Buenos Aires                                                             | Argentina                                                                | 3 – 0                                                                    | Bolivia                                                                  | Qual. Mondiali 2010                                                      | -                                                                        |                                                                          |
| 20-11-2007                                                               | Bogotà                                                                   | Colombia                                                                 | 2 – 1                                                                    | Argentina                                                                | Qual. Mondiali 2010                                                      | -                                                                        |                                                                          |
| 26-3-2008                                                                | Il Cairo                                                                 | Egitto                                                                   | 0 – 2                                                                    | Argentina                                                                | Amichevole                                                               | -                                                                        |                                                                          |
| 4-6-2008                                                                 | San Diego                                                                | Messico                                                                  | 1 – 4                                                                    | Argentina                                                                | Amichevole                                                               | -                                                                        | 67’                                                                      |
| 8-6-2008                                                                 | New York                                                                 | Stati Uniti                                                              | 0 – 0                                                                    | Argentina                                                                | Amichevole                                                               | -                                                                        | 86’                                                                      |
| 15-6-2008                                                                | Buenos Aires                                                             | Argentina                                                                | 1 – 1                                                                    | Ecuador                                                                  | Qual. Mondiali 2010                                                      | -                                                                        | 63’                                                                      |
| 18-6-2008                                                                | Belo Horizonte                                                           | Brasile                                                                  | 0 – 0                                                                    | Argentina                                                                | Qual. Mondiali 2010                                                      | -                                                                        | 62’                                                                      |
| 6-9-2008                                                                 | Buenos Aires                                                             | Argentina                                                                | 1 – 1                                                                    | Paraguay                                                                 | Qual. Mondiali 2010                                                      | -                                                                        | 63’                                                                      |
| 11-10-2008                                                               | Buenos Aires                                                             | Argentina                                                                | 2 – 1                                                                    | Uruguay                                                                  | Qual. Mondiali 2010                                                      | -                                                                        | 63’                                                                      |
| 15-10-2008                                                               | Santiago                                                                 | Cile                                                                     | 1 – 0                                                                    | Argentina                                                                | Qual. Mondiali 2010                                                      | -                                                                        |                                                                          |
| 19-11-2008                                                               | Glasgow                                                                  | Scozia                                                                   | 0 – 1                                                                    | Argentina                                                                | Amichevole                                                               | -                                                                        |                                                                          |
| 11-2-2009                                                                | Marsiglia                                                                | Francia                                                                  | 0 – 2                                                                    | Argentina                                                                | Amichevole                                                               | -                                                                        |                                                                          |
| 28-3-2009                                                                | Buenos Aires                                                             | Argentina                                                                | 4 – 0                                                                    | Venezuela                                                                | Qual. Mondiali 2010                                                      | -                                                                        |                                                                          |
| 1-4-2009                                                                 | La Paz                                                                   | Bolivia                                                                  | 6 – 1                                                                    | Argentina                                                                | Qual. Mondiali 2010                                                      | -                                                                        |                                                                          |
| 6-6-2009                                                                 | Buenos Aires                                                             | Argentina                                                                | 1 – 0                                                                    | Colombia                                                                 | Qual. Mondiali 2010                                                      | -                                                                        | 11’                                                                      |
| 12-8-2009                                                                | Mosca                                                                    | Russia                                                                   | 2 – 3                                                                    | Argentina                                                                | Amichevole                                                               | -                                                                        |                                                                          |
| 5-9-2009                                                                 | Rosario                                                                  | Argentina                                                                | 1 – 3                                                                    | Brasile                                                                  | Qual. Mondiali 2010                                                      | -                                                                        | 41’                                                                      |
| 9-9-2009                                                                 | Asunción                                                                 | Paraguay                                                                 | 1 – 0                                                                    | Argentina                                                                | Qual. Mondiali 2010                                                      | -                                                                        |                                                                          |
| 10-10-2009                                                               | Buenos Aires                                                             | Argentina                                                                | 2 – 1                                                                    | Perù                                                                     | Qual. Mondiali 2010                                                      | -                                                                        |                                                                          |
| 14-10-2009                                                               | Montevideo                                                               | Uruguay                                                                  | 0 – 1                                                                    | Argentina                                                                | Qual. Mondiali 2010                                                      | -                                                                        |                                                                          |
| 14-11-2009                                                               | Madrid                                                                   | Spagna                                                                   | 2 – 1                                                                    | Argentina                                                                | Amichevole                                                               | -                                                                        |                                                                          |
| 3-3-2010                                                                 | Monaco di Baviera                                                        | Germania                                                                 | 0 – 1                                                                    | Argentina                                                                | Amichevole                                                               | -                                                                        | cap.                                                                     |
| 24-5-2010                                                                | Buenos Aires                                                             | Argentina                                                                | 5 – 0                                                                    | Canada                                                                   | Amichevole                                                               | -                                                                        | 58’                                                                      |
| 12-6-2010                                                                | Johannesburg                                                             | Argentina                                                                | 1 – 0                                                                    | Nigeria                                                                  | Mondiali 2010 - 1º turno                                                 | -                                                                        | cap.                                                                     |
| 17-6-2010                                                                | Johannesburg                                                             | Argentina                                                                | 4 – 1                                                                    | Corea del Sud                                                            | Mondiali 2010 - 1º turno                                                 | -                                                                        | cap. - 55’                                                               |
| 27-6-2010                                                                | Johannesburg                                                             | Argentina                                                                | 3 – 1                                                                    | Messico                                                                  | Mondiali 2010 - Ottavi di finale                                         | -                                                                        | cap.                                                                     |
| 3-7-2010                                                                 | Città del Capo                                                           | Argentina                                                                | 0 – 4                                                                    | Germania                                                                 | Mondiali 2010 - Quarti di finale                                         | -                                                                        | cap. - 80’                                                               |
| 11-8-2010                                                                | Dublino                                                                  | Irlanda                                                                  | 0 – 1                                                                    | Argentina                                                                | Amichevole                                                               | -                                                                        |                                                                          |
| 7-9-2010                                                                 | Buenos Aires                                                             | Argentina                                                                | 4 – 1                                                                    | Spagna                                                                   | Amichevole                                                               | -                                                                        |                                                                          |
| 8-10-2010                                                                | Tokyo                                                                    | Giappone                                                                 | 1 – 0                                                                    | Argentina                                                                | Amichevole                                                               | -                                                                        | cap.                                                                     |
| 17-11-2010                                                               | Doha                                                                     | Argentina                                                                | 1 – 0                                                                    | Brasile                                                                  | Amichevole                                                               | -                                                                        | cap. - 60’                                                               |
| 9-2-2011                                                                 | Ginevra                                                                  | Argentina                                                                | 2 – 1                                                                    | Portogallo                                                               | Amichevole                                                               | -                                                                        |                                                                          |
| 26-3-2011                                                                | East Rutherford                                                          | Stati Uniti                                                              | 1 – 1                                                                    | Argentina                                                                | Amichevole                                                               | -                                                                        |                                                                          |
| 29-3-2011                                                                | San José                                                                 | Costa Rica                                                               | 0 – 0                                                                    | Argentina                                                                | Amichevole                                                               | -                                                                        | 46’                                                                      |
| 20-6-2011                                                                | Buenos Aires                                                             | Argentina                                                                | 4 – 0                                                                    | Albania                                                                  | Amichevole                                                               | -                                                                        | cap.                                                                     |
| 1-7-2011                                                                 | La Plata                                                                 | Argentina                                                                | 1 – 1                                                                    | Bolivia                                                                  | Coppa America 2011 - 1º turno                                            | -                                                                        |                                                                          |
| 6-7-2011                                                                 | Santa Fe                                                                 | Argentina                                                                | 0 – 0                                                                    | Colombia                                                                 | Coppa America 2011 - 1º turno                                            | -                                                                        |                                                                          |
| 11-7-2011                                                                | Córdoba                                                                  | Argentina                                                                | 3 – 0                                                                    | Costa Rica                                                               | Coppa America 2011 - 1º turno                                            | -                                                                        |                                                                          |
| 16-7-2011                                                                | Santa Fe                                                                 | Argentina                                                                | 1 – 1 (4 – 5 dtr)                                                        | Uruguay                                                                  | Coppa America 2011 - Quarti di finale                                    | -                                                                        | 86’                                                                      |
| 2-9-2011                                                                 | Calcutta                                                                 | Argentina                                                                | 1 – 0                                                                    | Venezuela                                                                | Amichevole                                                               | -                                                                        | 63’                                                                      |
| 6-9-2011                                                                 | Dacca                                                                    | Argentina                                                                | 3 – 1                                                                    | Nigeria                                                                  | Amichevole                                                               | -                                                                        | 56’                                                                      |
| 11-10-2011                                                               | Puerto La Cruz                                                           | Venezuela                                                                | 1 – 0                                                                    | Argentina                                                                | Qual. Mondiali 2014                                                      | -                                                                        | 66’                                                                      |
| 11-11-2011                                                               | Buenos Aires                                                             | Argentina                                                                | 1 – 1                                                                    | Bolivia                                                                  | Qual. Mondiali 2014                                                      | -                                                                        | 82’                                                                      |
| 15-11-2011                                                               | Barranquilla                                                             | Colombia                                                                 | 1 – 2                                                                    | Argentina                                                                | Qual. Mondiali 2014                                                      | -                                                                        |                                                                          |
| 29-2-2012                                                                | Berna                                                                    | Svizzera                                                                 | 1 – 3                                                                    | Argentina                                                                | Amichevole                                                               | -                                                                        |                                                                          |
| 2-6-2012                                                                 | Buenos Aires                                                             | Argentina                                                                | 4 – 0                                                                    | Ecuador                                                                  | Qual. Mondiali 2014                                                      | -                                                                        | 87’                                                                      |
| 9-6-2012                                                                 | East Rutherford                                                          | Argentina                                                                | 4 – 3                                                                    | Brasile                                                                  | Amichevole                                                               | -                                                                        | 59’                                                                      |
| 15-8-2012                                                                | Francoforte                                                              | Germania                                                                 | 1 – 3                                                                    | Argentina                                                                | Amichevole                                                               | -                                                                        | cap. - 79’                                                               |
| 11-9-2012                                                                | Lima                                                                     | Perù                                                                     | 1 – 1                                                                    | Argentina                                                                | Qual. Mondiali 2014                                                      | -                                                                        |                                                                          |
| 12-10-2012                                                               | Mendoza                                                                  | Argentina                                                                | 3 – 0                                                                    | Uruguay                                                                  | Qual. Mondiali 2014                                                      | -                                                                        |                                                                          |
| 16-10-2012                                                               | Santiago                                                                 | Cile                                                                     | 1 – 2                                                                    | Argentina                                                                | Qual. Mondiali 2014                                                      | -                                                                        |                                                                          |
| 14-11-2012                                                               | Riyad                                                                    | Arabia Saudita                                                           | 0 – 0                                                                    | Argentina                                                                | Amichevole                                                               | -                                                                        |                                                                          |
| 6-2-2013                                                                 | Solna                                                                    | Svezia                                                                   | 2 – 3                                                                    | Argentina                                                                | Amichevole                                                               | -                                                                        |                                                                          |
| 22-3-2013                                                                | Buenos Aires                                                             | Argentina                                                                | 3 – 0                                                                    | Venezuela                                                                | Qual. Mondiali 2014                                                      | -                                                                        |                                                                          |
| 26-3-2013                                                                | La Paz                                                                   | Bolivia                                                                  | 1 – 1                                                                    | Argentina                                                                | Qual. Mondiali 2014                                                      | -                                                                        | 79’                                                                      |
| 7-6-2013                                                                 | Buenos Aires                                                             | Argentina                                                                | 0 – 0                                                                    | Colombia                                                                 | Qual. Mondiali 2014                                                      | -                                                                        |                                                                          |
| 11-6-2013                                                                | Quito                                                                    | Ecuador                                                                  | 1 – 1                                                                    | Argentina                                                                | Qual. Mondiali 2014                                                      | -                                                                        | cap. - 88’                                                               |
| 14-6-2013                                                                | Città del Guatemala                                                      | Guatemala                                                                | 0 – 4                                                                    | Argentina                                                                | Amichevole                                                               | -                                                                        | 64’                                                                      |
| 14-8-2013                                                                | Roma                                                                     | Italia                                                                   | 1 – 2                                                                    | Argentina                                                                | Amichevole                                                               | -                                                                        | 75’                                                                      |
| 16-11-2013                                                               | East Rutherford                                                          | Ecuador                                                                  | 0 – 0                                                                    | Argentina                                                                | Amichevole                                                               | -                                                                        | cap.                                                                     |
| 18-11-2013                                                               | Saint Louis                                                              | Argentina                                                                | 2 – 0                                                                    | Bosnia ed Erzegovina                                                     | Amichevole                                                               | -                                                                        |                                                                          |
| 5-3-2014                                                                 | Bucarest                                                                 | Romania                                                                  | 0 – 0                                                                    | Argentina                                                                | Amichevole                                                               | -                                                                        |                                                                          |
| 4-6-2014                                                                 | Buenos Aires                                                             | Argentina                                                                | 3 – 0                                                                    | Trinidad e Tobago                                                        | Amichevole                                                               | 1                                                                        | 70’                                                                      |
| 7-6-2014                                                                 | La Plata                                                                 | Argentina                                                                | 2 – 0                                                                    | Slovenia                                                                 | Amichevole                                                               | -                                                                        | cap. - 51’ - 77’                                                         |
| 15-6-2014                                                                | Rio de Janeiro                                                           | Argentina                                                                | 2 – 1                                                                    | Bosnia ed Erzegovina                                                     | Mondiali 2014 - 1º turno                                                 | -                                                                        |                                                                          |
| 21-6-2014                                                                | Belo Horizonte                                                           | Argentina                                                                | 1 – 0                                                                    | Iran                                                                     | Mondiali 2014 - 1º turno                                                 | -                                                                        |                                                                          |
| 25-6-2014                                                                | Porto Alegre                                                             | Nigeria                                                                  | 2 – 3                                                                    | Argentina                                                                | Mondiali 2014 - 1º turno                                                 | -                                                                        |                                                                          |
| 1-7-2014                                                                 | San Paolo                                                                | Argentina                                                                | 1 – 0 dts                                                                | Svizzera                                                                 | Mondiali 2014 - Ottavi di finale                                         | -                                                                        |                                                                          |
| 5-7-2014                                                                 | Brasilia                                                                 | Argentina                                                                | 1 – 0                                                                    | Belgio                                                                   | Mondiali 2014 - Quarti di finale                                         | -                                                                        |                                                                          |
| 9-7-2014                                                                 | San Paolo                                                                | Paesi Bassi                                                              | 0 – 0 dts (2 – 4 dtr)                                                    | Argentina                                                                | Mondiali 2014 - Semifinale                                               | -                                                                        |                                                                          |
| 13-7-2014                                                                | Rio de Janeiro                                                           | Germania                                                                 | 1 – 0 dts                                                                | Argentina                                                                | Mondiali 2014 - Finale                                                   | -                                                                        | 64’                                                                      |
| 3-9-2014                                                                 | Düsseldorf                                                               | Germania                                                                 | 2 – 4                                                                    | Argentina                                                                | Amichevole                                                               | -                                                                        | cap.                                                                     |
| 11-10-2014                                                               | Pechino                                                                  | Brasile                                                                  | 2 – 0                                                                    | Argentina                                                                | Amichevole                                                               | -                                                                        | 47’                                                                      |
| 14-10-2014                                                               | Hong Kong                                                                | Hong Kong                                                                | 0 – 7                                                                    | Argentina                                                                | Amichevole                                                               | -                                                                        | 73’                                                                      |
| 12-11-2014                                                               | Londra                                                                   | Argentina                                                                | 2 – 1                                                                    | Croazia                                                                  | Amichevole                                                               | -                                                                        |                                                                          |
| 18-11-2014                                                               | Manchester                                                               | Argentina                                                                | 0 – 1                                                                    | Portogallo                                                               | Amichevole                                                               | -                                                                        |                                                                          |
| 31-3-2015                                                                | East Rutherford                                                          | Argentina                                                                | 2 – 1                                                                    | Ecuador                                                                  | Amichevole                                                               | -                                                                        |                                                                          |
| 13-6-2015                                                                | La Serena                                                                | Argentina                                                                | 2 – 2                                                                    | Paraguay                                                                 | Coppa America 2015 - 1º turno                                            | -                                                                        |                                                                          |
| 16-6-2015                                                                | La Serena                                                                | Argentina                                                                | 1 – 0                                                                    | Uruguay                                                                  | Coppa America 2015 - 1º turno                                            | -                                                                        | 46’                                                                      |
| 20-6-2015                                                                | Viña del Mar                                                             | Argentina                                                                | 1 – 0                                                                    | Giamaica                                                                 | Coppa America 2015 - 1º turno                                            | -                                                                        |                                                                          |
| 26-6-2015                                                                | Viña del Mar                                                             | Argentina                                                                | 0 – 0 (5 – 4 dtr)                                                        | Colombia                                                                 | Coppa America 2015 - Quarti di finale                                    | -                                                                        | 34’                                                                      |
| 30-6-2015                                                                | Concepción                                                               | Argentina                                                                | 6 – 1                                                                    | Paraguay                                                                 | Coppa America 2015 - Semifinale                                          | -                                                                        | 77’                                                                      |
| 4-7-2015                                                                 | Santiago                                                                 | Cile                                                                     | 0 – 0 dts (4 – 1 dtr)                                                    | Argentina                                                                | Coppa America 2015 - Finale                                              | -                                                                        | 55’                                                                      |
| 8-9-2015                                                                 | Arlington                                                                | Argentina                                                                | 2 – 2                                                                    | Messico                                                                  | Amichevole                                                               | -                                                                        |                                                                          |
| 9-10-2015                                                                | Buenos Aires                                                             | Argentina                                                                | 0 – 2                                                                    | Ecuador                                                                  | Qual. Mondiali 2018                                                      | -                                                                        | cap.                                                                     |
| 13-10-2015                                                               | Asunción                                                                 | Paraguay                                                                 | 0 – 0                                                                    | Argentina                                                                | Qual. Mondiali 2018                                                      | -                                                                        | cap.                                                                     |
| 14-11-2015                                                               | Buenos Aires                                                             | Argentina                                                                | 1 – 1                                                                    | Brasile                                                                  | Qual. Mondiali 2018                                                      | -                                                                        | cap. - 82’                                                               |
| 17-11-2015                                                               | Barranquilla                                                             | Colombia                                                                 | 0 – 1                                                                    | Argentina                                                                | Qual. Mondiali 2018                                                      | -                                                                        | cap. - 62’                                                               |
| 29-3-2016                                                                | Córdoba                                                                  | Argentina                                                                | 2 – 0                                                                    | Bolivia                                                                  | Qual. Mondiali 2018                                                      | -                                                                        |                                                                          |
| 27-5-2016                                                                | San Juan                                                                 | Argentina                                                                | 1 – 0                                                                    | Honduras                                                                 | Amichevole                                                               | -                                                                        | 90'+2’                                                                   |
| 6-6-2016                                                                 | Santa Clara                                                              | Argentina                                                                | 2 – 1                                                                    | Cile                                                                     | Coppa America Centenario - 1º turno                                      | -                                                                        | cap.                                                                     |
| 10-6-2016                                                                | Chicago                                                                  | Argentina                                                                | 5 – 0                                                                    | Panama                                                                   | Coppa America Centenario - 1º turno                                      | -                                                                        | cap. - 17’                                                               |
| 18-6-2016                                                                | Foxborough                                                               | Argentina                                                                | 4 – 1                                                                    | Venezuela                                                                | Coppa America Centenario - Quarti di finale                              | -                                                                        |                                                                          |
| 21-6-2016                                                                | Houston                                                                  | Stati Uniti                                                              | 0 – 4                                                                    | Argentina                                                                | Coppa America Centenario - Semifinale                                    | -                                                                        |                                                                          |
| 26-6-2016                                                                | East Rutherford                                                          | Argentina                                                                | 0 – 0 dts (2 – 4 dtr)                                                    | Cile                                                                     | Coppa America Centenario - Finale                                        | -                                                                        | 37’                                                                      |
| 1-9-2016                                                                 | Mendoza                                                                  | Argentina                                                                | 1 – 0                                                                    | Uruguay                                                                  | Qual. Mondiali 2018                                                      | -                                                                        |                                                                          |
| 6-9-2016                                                                 | Mérida                                                                   | Venezuela                                                                | 2 – 2                                                                    | Argentina                                                                | Qual. Mondiali 2018                                                      | -                                                                        | cap. - 33’                                                               |
| 6-10-2016                                                                | Lima                                                                     | Perù                                                                     | 2 – 2                                                                    | Argentina                                                                | Qual. Mondiali 2018                                                      | -                                                                        | cap.                                                                     |
| 11-10-2016                                                               | Córdoba                                                                  | Argentina                                                                | 0 – 1                                                                    | Paraguay                                                                 | Qual. Mondiali 2018                                                      | -                                                                        | cap.                                                                     |
| 10-11-2016                                                               | Belo Horizonte                                                           | Brasile                                                                  | 3 – 0                                                                    | Argentina                                                                | Qual. Mondiali 2018                                                      | -                                                                        |                                                                          |
| 15-11-2016                                                               | San Juan                                                                 | Argentina                                                                | 3 – 0                                                                    | Colombia                                                                 | Qual. Mondiali 2018                                                      | -                                                                        |                                                                          |
| 23-3-2017                                                                | Buenos Aires                                                             | Argentina                                                                | 1 – 0                                                                    | Cile                                                                     | Qual. Mondiali 2018                                                      | -                                                                        | 18’                                                                      |
| 5-9-2017                                                                 | Buenos Aires                                                             | Argentina                                                                | 1 – 1                                                                    | Venezuela                                                                | Qual. Mondiali 2018                                                      | -                                                                        |                                                                          |
| 5-10-2017                                                                | Buenos Aires                                                             | Argentina                                                                | 0 – 0                                                                    | Perù                                                                     | Qual. Mondiali 2018                                                      | -                                                                        |                                                                          |
| 10-10-2017                                                               | Quito                                                                    | Ecuador                                                                  | 1 – 3                                                                    | Argentina                                                                | Qual. Mondiali 2018                                                      | -                                                                        | 86’                                                                      |
| 11-11-2017                                                               | Mosca                                                                    | Russia                                                                   | 0 – 1                                                                    | Argentina                                                                | Amichevole                                                               | -                                                                        |                                                                          |
| 14-11-2017                                                               | Krasnodar                                                                | Argentina                                                                | 2 – 4                                                                    | Nigeria                                                                  | Amichevole                                                               | -                                                                        | cap.                                                                     |
| 27-3-2018                                                                | Madrid                                                                   | Spagna                                                                   | 6 – 1                                                                    | Argentina                                                                | Amichevole                                                               | -                                                                        | cap. 56’                                                                 |
| 29-5-2018                                                                | Buenos Aires                                                             | Argentina                                                                | 4 – 0                                                                    | Haiti                                                                    | Amichevole                                                               | -                                                                        |                                                                          |
| 16-6-2018                                                                | Mosca                                                                    | Argentina                                                                | 1 – 1                                                                    | Islanda                                                                  | Mondiali 2018 - 1º turno                                                 | -                                                                        |                                                                          |
| 21-6-2018                                                                | Nižnij Novgorod                                                          | Argentina                                                                | 0 – 3                                                                    | Croazia                                                                  | Mondiali 2018 - 1º turno                                                 | -                                                                        |                                                                          |
| 26-6-2018                                                                | San Pietroburgo                                                          | Nigeria                                                                  | 1 – 2                                                                    | Argentina                                                                | Mondiali 2018 - 1º turno                                                 | -                                                                        | 49’                                                                      |
| 30-6-2018                                                                | Kazan'                                                                   | Francia                                                                  | 4 – 3                                                                    | Argentina                                                                | Mondiali 2018 - Ottavi di finale                                         | -                                                                        | 43’                                                                      |
| Totale                                                                   |                                                                          | Presenze (2º posto)                                                      | 147                                                                      |                                                                          | Reti                                                                     | 3                                                                        |                                                                          |

### Statistiche da allenatore

#### Club
Statistiche aggiornate al 2 giugno 2025.
| Stagione        | Squadra         | Campionato      | Campionato | Campionato | Campionato | Campionato | Coppe nazionali | Coppe nazionali | Coppe nazionali | Coppe nazionali | Coppe nazionali | Coppe continentali | Coppe continentali | Coppe continentali | Coppe continentali | Coppe continentali | Altre coppe | Altre coppe | Altre coppe | Altre coppe | Altre coppe | Totale | Totale | Totale | Totale | % Vittorie | Piazzamento |
| Stagione        | Squadra         | Comp            | G          | V          | N          | P          | Comp            | G               | V               | N               | P               | Comp               | G                  | V                  | N                  | P                  | Comp        | G           | V           | N           | P           | G      | V      | N      | P      | %          | Piazzamento |
| --------------- | --------------- | --------------- | ---------- | ---------- | ---------- | ---------- | --------------- | --------------- | --------------- | --------------- | --------------- | ------------------ | ------------------ | ------------------ | ------------------ | ------------------ | ----------- | ----------- | ----------- | ----------- | ----------- | ------ | ------ | ------ | ------ | ---------- | ----------- |
| 2025            | Inter Miami     | MLS             | 16         | 8          | 5          | 3          | USOC            | -               | -               | -               | -               | CCC                | 8                  | 5                  | 0                  | 3                  | LC+Cmc      | 0+4         | 0+1         | 0+2         | 0+1         | 28     | 14     | 7      | 7      | 50,00      |             |
| Totale carriera | Totale carriera | Totale carriera | 16         | 8          | 5          | 3          |                 | -               | -               | -               | -               |                    | 8                  | 5                  | 0                  | 3                  |             | 4           | 1           | 2           | 1           | 28     | 14     | 7      | 7      | 50,00      |             |

#### Nazionale
| Squadra            | Naz                  | da             | a                | Record | Record | Record | Record     | Record | Record | Record | Record |
| G                  | V                    | N              | P                | GF     | GS     | DR     | Vittorie % |        |        |        |        |
| ------------------ | -------------------- | -------------- | ---------------- | ------ | ------ | ------ | ---------- | ------ | ------ | ------ | ------ |
| Argentina U-20     | Argentina (bandiera) | 1 gennaio 2022 | 25 novembre 2024 | 31     | 20     | 3      | 8          | 60     | 29     | +31    | 64,52  |
| Argentina U-23     | Argentina (bandiera) | 1 gennaio 2022 | 25 novembre 2024 | 18     | 8      | 7      | 3          | 35     | 21     | +14    | 44,44  |
| Argentina Olimpica | Argentina (bandiera) | 2 luglio 2024  | 2 agosto 2024    | 4      | 2      | 0      | 2          | 6      | 4      | +2     | 50,00  |
| Totale             | Totale               | Totale         | Totale           | 53     | 30     | 10     | 13         | 101    | 54     | +47    | 56,60  |

| Cronologia completa delle presenze e delle reti in nazionale ― Argentina olimpica | Cronologia completa delle presenze e delle reti in nazionale ― Argentina olimpica | Cronologia completa delle presenze e delle reti in nazionale ― Argentina olimpica | Cronologia completa delle presenze e delle reti in nazionale ― Argentina olimpica | Cronologia completa delle presenze e delle reti in nazionale ― Argentina olimpica | Cronologia completa delle presenze e delle reti in nazionale ― Argentina olimpica | Cronologia completa delle presenze e delle reti in nazionale ― Argentina olimpica | Cronologia completa delle presenze e delle reti in nazionale ― Argentina olimpica |
| Data                                                                              | Città                                                                             | In casa                                                                           | Risultato                                                                         | Ospiti                                                                            | Competizione                                                                      | Reti                                                                              | Note                                                                              |
| --------------------------------------------------------------------------------- | --------------------------------------------------------------------------------- | --------------------------------------------------------------------------------- | --------------------------------------------------------------------------------- | --------------------------------------------------------------------------------- | --------------------------------------------------------------------------------- | --------------------------------------------------------------------------------- | --------------------------------------------------------------------------------- |
| 24-7-2024                                                                         | Saint-Etienne                                                                     | Argentina olimpica                                                                | 1 – 2                                                                             | Marocco olimpica                                                                  | Olimpiadi 2024 - 1º turno                                                         | Giuliano Simeone                                                                  | Cap: N.Otamendi                                                                   |
| 27-7-2024                                                                         | Lione                                                                             | Argentina olimpica                                                                | 3 – 1                                                                             | Iraq olimpica                                                                     | Olimpiadi 2024 - 1º turno                                                         | Thiago Almada Luciano Gondou Ignacio Fernandez                                    | Cap: N.Otamendi                                                                   |
| 30-7-2024                                                                         | Lione                                                                             | Ucraina olimpica                                                                  | 0 – 2                                                                             | Argentina olimpica                                                                | Olimpiadi 2024 - 1º turno                                                         | Thiago Almada Claudio Echeverri                                                   | Cap: N.Otamendi                                                                   |
| 2-8-2024                                                                          | Bordeaux                                                                          | Francia olimpica                                                                  | 1 – 0                                                                             | Argentina olimpica                                                                | Olimpiadi 2024 - Quarti di finale                                                 | -                                                                                 | Cap: N.Otamendi                                                                   |
| Totale                                                                            |                                                                                   | Presenze                                                                          | 4                                                                                 |                                                                                   | Reti                                                                              | 6                                                                                 |                                                                                   |

## Palmarès

### Giocatore

#### Club

##### Competizioni nazionali
- Campionato argentino: 2

River Plate: Clausura 2003, Clausura 2004
- Campionato brasiliano: 1

Corinthians: 2005
- Campionato spagnolo: 4

Barcellona: 2010-2011, 2012-2013, 2014-2015, 2015-2016
- Coppa di Spagna: 4

Barcellona: 2011-2012, 2014-2015, 2015-2016, 2016-2017
- Supercoppa di Spagna: 3

Barcellona: 2011, 2013, 2016

##### Competizioni internazionali
- UEFA Champions League: 2

Barcellona: 2010-2011, 2014-2015
- Supercoppa UEFA: 2

Barcellona: 2011, 2015
- Coppa del mondo per club: 2

Barcellona: 2011, 2015

#### Nazionale
- Campionato sudamericano Under-20: 1

2003
- Oro olimpico: 2

Atene 2004, Pechino 2008

#### Individuale
- Miglior giocatore del Torneo di Tolone: 1

2003
- Equipo Ideal de América: 2

2004, 2005
- Squadra della stagione della UEFA Champions League: 1

2014-2015
- Squadra maschile CONMEBOL del decennio 2011-2020 IFFHS: 1

2020